# Mana (obchodní řetězec)
Mana byl první supermarketový řetězec otevřený na území tehdejší Československé federativní republiky, kde začal působit 6. června 1991. Mana se stala v zemi, ve které vládl řetězec maloprodejen Jednota a těžko ji konkurovalo několik soukromých maloprodejen, prvním obchodem svého druhu, prvním supermarketem. Než do ČSFR expandovaly i další supermarketové řetězce jako Delvita a Billa, bývala Mana jediným obchodem, který nabízel tak rozsáhlý sortiment od uzenin, přes mléčné výrobky až k čerstvému ovoci a zelenině.
První prodejna byla otevřena na sídlišti Březinky v Jihlavě. Ta byla po dlouhou dobu nejnavštěvovanějším obchodem v republice. Dokonce byly zaznamenány případy, kdy přijeli k obchodu autobusy se zájezdy zákazníků až ze Slovenska, jen aby mohly v Maně nakoupit. Další prodejny byly například v Praze (otevřena o týden později než prodejna v Jihlavě), v Uherském Hradišti, Sokolově, Žďáru nad Sázavou, Kroměříži aj.
Mana byla revoluční, svým českým (resp. slovenským) zákazníkům představila do té doby nevídané časově omezené slevové akce, na které upozorňovala barevně rozličná orámování cenovek, slevové letáky, zákaznické magazíny a nedělní prodej. Známou byla kvůli svému kurióznímu řešení front v úseku uzenin, kdy si zákazník vzal z přiřazovacího zařízení lístek s pořadovým číslem a když se na displeji v úseku uzenin objevilo příslušné číslo, zákazník s číslem mohl přijít k úseku uzenin a nakoupit si. Toto řešení se v novodobých supermarketech již nevyužívá. Mana je také odpovědná za celkovou změnu v návycích Čechů, kteří začali upřednostňovat supermarketové a hypermarketové prodejny před menšími prodejnami. Češi díky Maně začali stále více nakupovat zboží jako avokáda, cukety, řapíkaté celery, dýně, statisticky dokonce spotřebují Češi dvojnásobné množství těstovin a rýže než tehdy. Mana představila balíčkované maso, byla první, která nabízela nápoje v umělohmotných láhvích, pro mnohé se stala neodmyslitelným fenoménem a nedílnou součástí života.
Řetězec provozovala společnost Euronova, která byla dceřinou společností nizozemské společnosti Ahold. Společnost se rozhodla nejpozději do prosince 1999 uzavřít všechny prodejny Mana potom, co se začala připravovat na vznik nového supermarketového řetězce. Ten se měl v mnohém odlišit od Many, například záměrem nabízet levnější zboží, mít odlišný přístup k zákazníkům atd. Nový řetězec pojmenovaný Albert vznikl roku 2000 po spojení supermarketů Mana a diskontního řetězce Sesam. Některé méně výdělečné prodejny Mana společnost opustila a buďto je prodala, nebo nechala opuštěné, převážná většina prodejen se změnila na prodejny Albert a některé prodejny včetně té první v Jihlavě odkoupil řetězec Julius Meinl. Po odchodu tohoto řetězce z České republiky se prodejna opět vrátila do vlastnictví společnosti Ahold a stala se z ní prodejna Albert.

## Název
Název Mana se vžil do paměti mnohých českých občanů a nikdo si nebyl úplně jist, proč nese řetězec zrovna tento neobvyklý název. O vysvětlení názvu se pokoušeli i různí marketingoví odborníci, ba i psychologové, domnívali se, že tento název má vyvolat v zákaznicích podvědomý zájem o supermarket, což v podstatě nepřímo potvrdil manažer první prodejny Mana – Martin Hildemann v rozhovoru pro jisté noviny: „Název Mana měl evokovat božský pokrm, v lidových rčeních se jedná o něco vynikajícího, výjimečného, lahodného.“
Mana mimochodem znamená v maorštině síla, energie, což mohlo mít při výběru názvu též vliv.

## Zrušení řetězce Mana a jeho následky
Many byly roku 1999 sloučeny s diskontním řetězcem Sesam, krach některých prodejen způsobil náhlý nárůst počtu konkurenčních prodejen, kterým jednoduše Mana musela dřív či později podlehnout. Přestože Mana, alespoň ta jihlavská, měla vždy mnoho zákazníků, řetězec nemohl v některých oblastech České republiky konkurovat ostatním řetězcům a zákazníci začali přecházet ke konkurenci. Společnost Ahold Czech Republic a.s., právní nástupce původní společnosti EURONOVA, k.s. přišla se záměrem založit nový supermarketový řetězec, který by měl k zákazníkům odlišný přístup, nabízel by o mnohem levnější výrobky (svého času nabízela Mana výrobky často několikrát dráž než konkurence) a nabízel by o něco příjemnější prostředí. Některé méně výdělečné prodejny společnost uzavřela, mnohé prodala konkurenci, převážně řetězci Julius Meinl, chtěla zachovat pouze ty nejnavštěvovanější a nejvýdělečnější prodejny obou svých řetězců. V roce 1999 došlo k uzavření všech Man a Sesamů a v roce 2000 zahájil provoz nový řetězec Albert.
V kronice města Jihlavy se dle některých tvrzení objevil krátce po zrušení řetězce Mana a prodeji tamější prodejny řetězci Julius Meinl záznam, který popisuje celkovou nespokojenost místních obyvatel s tím, že byla tato prodejna uzavřena a nahrazena, a taktéž popisuje postupně klesající návštěvnost města turisty z jiných měst. Množství zákazníků řetězce Julius Meinl se drasticky snížilo v porovnání s původní Manou, do paměti zákazníků se totiž nový řetězec zapsal nabízením expirovaných a nekvalitních výrobků za přemrštěné ceny.
V roce 2005 byly všechny prodejny Julius Meinl v České republice, včetně těch, kde dříve sídlily Many, odkoupeny společností Ahold zpět a následně v nich povětšinou otevřela prodejny Albert, nejméně výdělečné prodejny stejně jako v minulosti opět prodala.
Když řetězec Albert v rámci příprav na změnu prodejen Hypernova na prodejny Albert Hypermarket změnila svůj grafický styl a své logo žlutého oválu s modrým textem na nynější logo s třemi různobarevnými ovály, řetězec osvětlil veřejnosti skrytou sémantiku tohoto loga - První žlutý ovál odkazuje na toho času rušené prodejny Hypernova vlastněné společností Ahold, zelený ovál má představovat čerstvost a nadýchanost prodávaných potravin, poslední modrý ovál odkazuje právě na zrušený řetězec Mana, který samozřejmě během svých bezmála deseti let představoval důležitý mezník v historii společnosti v České republice.

## První prodejna Mana dnes
Budova, kde sídlila první prodejna Mana se v nynější době zvenku nijak výrazně neliší, uvnitř prodejny se mírně zmenšil prostor, regály jsou rozmístěny jinak, prostor, kde se nalézá úsek s uzeninami je o něco zmenšen, prostor, kde dříve bývala cukrárna je nyní zazděn. V prodejně se nyní nalézá pobočka řetězce Albert a je tak jedním ze šesti obchodů tohoto řetězce v Jihlavě.